# Trente (provincie)
Trente (Italiaans, officieel: Provincia autonoma di Trento) is een autonome provincie van Italië gelegen in de Noord-Italiaanse regio Trentino-Zuid-Tirol. De provincie wordt in het algemeen Trentino genoemd. In het noorden grenst ze aan de provincie Zuid-Tirol, in het oosten aan de provincies Belluno en Vicenza, in het zuiden aan de provincie Verona en in het westen aan de provincies Brescia en Sondrio.
Samen met de drietalige provincie Zuid-Tirol vormt de provincie Trente de autonome regio Trentino-Zuid-Tirol. Pas vanaf 1918 maakt het deel uit van Italië, voor die tijd werd het gebied Welsch-Tirol, Romaans Tirol, genoemd en behoorde het toe aan Oostenrijk.
De officiële taal van de provincie is Italiaans. In het Valle dei Mocheni (Fernsental) en de plaats Luserna (Lusern) wordt echter Duits gesproken, in het Valle di Fassa naast Italiaans ook Ladinisch (Retoromaans)

## Territorium
Het grondgebied van de provincie is vrijwel geheel bergachtig. Het wordt van noord naar zuid doorsneden door het brede dal van de rivier de Adige (Etsch). Hier liggen de grootste steden (Trente en Rovereto) en is de industrie geconcentreerd. Het noordoostelijke deel van Trentino wordt in beslag genomen door de Dolomieten met de bergmassieven Sella, Marmolada, Rosengarten (Catinaccio) en Latemar. Aan de westzijde ligt nog het Dolomietenmassief van de Brenta. In het westen, op de grens met de provincie Brescia reiken de bergen tot een hoogte van meer dan 3500 meter. De provincie telt honderden meren, waarvan de meeste in het hooggebergte liggen. De grootste meren zijn het Gardameer, het Ledromeer en het Meer van Caldonazzo.

## Bezienswaardigheden
Het Piazza Duomo is het hart van de hoofdstad Trente. Hier staat de 15de-eeuwse romaanse Duomo, het statige Palazzo Pretorio en de Neptunusfontein. In de tweede stad van de provincie, Rovereto, is het museum MART gevestigd, een van de grootste museums met moderne kunst van Europa. Niet ver van Rovereto ligt de ommuurde vesting Castel Beseno op een berg. Ten zuiden van de plaats Ala, in het Val Lagarina, ligt het goed geconserveerde kasteel Castello di Avio uit de 13de eeuw dat voor publiek geopend is.
De belangrijkste trekpleister van de provincie zijn de bergen, vooral de in het noordoosten gelegen Dolomieten. Het toerisme concentreert zich vooral rond de bergmassieven van de Sella en Marmolada. Het gebied is voorzien van de nodige ski- en cabineliften die 's winters de wintersporters op weg helpen en 's zomers de bergwandelaars. Zomerskiën is mogelijk op de gletsjers boven de Tonalepas. In het noordwesten ligt het Nationale Park Stelvio waar de Monte Cevedale (3764 m.) de hoogste bergtop is van het Trentiner gedeelte. In het prealpine gebergte ten zuiden van Rovereto is in de Eerste Wereldoorlog zwaar gevochten door de Italiaanse en Oostenrijkse legers, met vele slachtoffers als gevolg. Op de Monte Pasubio zijn nog veel wegen, tunnels en bouwwerken uit deze tijd te vinden. De berg is in 1922 tot Zona Sacra verklaard: heilige zone.
In het uiterste zuiden ligt het Gardameer waarvan een klein stuk tot de provincie Trente behoort. Het is het grootste meer van Italië met een omtrek van bijna 160 kilometer. Riva del Garda is de voornaamste plaats aan de noordzijde van het meer. Twee andere meren die toeristen aantrekken zijn het Ledromeer ten westen van Riva en het Meer van Caldonazzo ten oosten van de hoofdstad Trente.

## Bergpassen
De provincie Trente telt vele bergpassen. De meeste liggen in de Dolomieten. 's Winters blijft het overgrote deel van de paswegen geopend om de wintersportgebieden bereikbaar te houden. Hieronder een overzicht van de belangrijkste passen.
| Naam                         | Hoogte  | Van                      | Naar                            | Wegdek                |
| ---------------------------- | ------- | ------------------------ | ------------------------------- | --------------------- |
| Sellapas                     | 2214 m. | Canazei                  | Selva Val Gardena (BZ)          | asfalt                |
| Passo Pordoi                 | 2239 m. | Canazei                  | Arabba (BL)                     | asfalt                |
| San Pellegrinopas            | 1918 m. | Moena                    | Falcade (BL)                    | asfalt                |
| Vallespas                    | 2033 m. | Paneveggio               | Falcade (BL)                    | asfalt                |
| Fedaiapas                    | 2057 m. | Canazei                  | Malga Ciapela (BL)              | asfalt                |
| Costalungapas (Karerpass)    | 1753 m. | Pozza di Fassa           | Nova Levante (Welschnofen) (BZ) | asfalt                |
| Lavazèpas                    | 1805 m. | Cavalese                 | Novale (Rauth) (BZ)             | asfalt                |
| Passo Di Oclini (Grimm Joch) | 1989 m. | Passo Lavazè             | Redagno (Radein) (BZ)           | asfalt                |
| Rollepas                     | 1970 m. | Paneveggio               | San Martino di Castrozza        | asfalt                |
| Broconpas                    | 1616 m. | Ronco                    | Castello Tesino                 | asfalt                |
| Manghenpas                   | 2047 m. | Cavalese                 | Borgo Valsugana                 | asfalt                |
| Passo di Vezzena             | 1404 m. | Caldonazzo               | Asiago (VI)                     | asfalt                |
| Pian delle Fugazze           | 1159 m. | Rovereto                 | Valli di Pasubio (VI)           | asfalt                |
| Campogrossopas               | 1457 m. | Passo Pian della Fugazze | Recoaro Terme (VI)              | asfalt                |
| Fittanze della Segapas       | 1399 m. | Avio                     | Erbezzo (VR)                    | asfalt                |
| Tremalzopas                  | 1694 m. | Valle d'Ampola           | Tremòsine (BS)                  | asfalt (zijde Ampola) |
| Tonalepas                    | 1883 m. | Vermiglio                | Ponte di Legno (BS)             | asfalt                |
| Passo Campo Carlo Magno      | 1702 m. | Madonna di Campiglio     | Dimaro                          | asfalt                |
| Mendelpas                    | 1363 m. | Sarnonico                | Caldaro (BZ)                    | asfalt                |

Afkortingen provincies: BZ = Bolzano, BL = Belluno, VI = Vicenza, VR = Verona, BS = Brescia

## Foto's

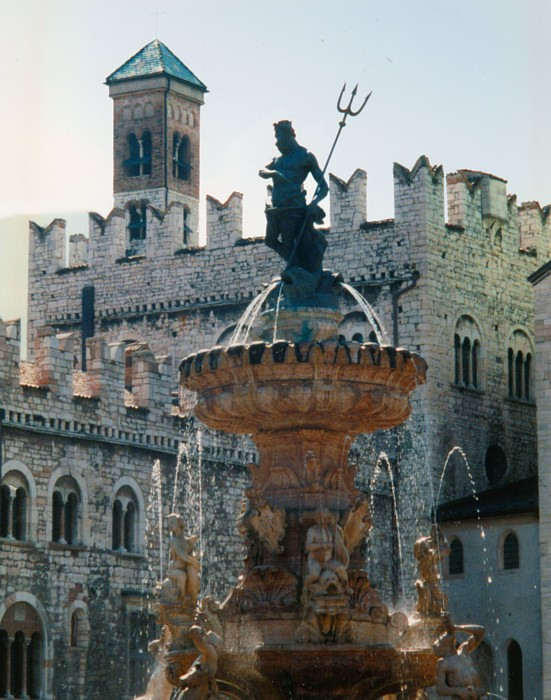
Trento
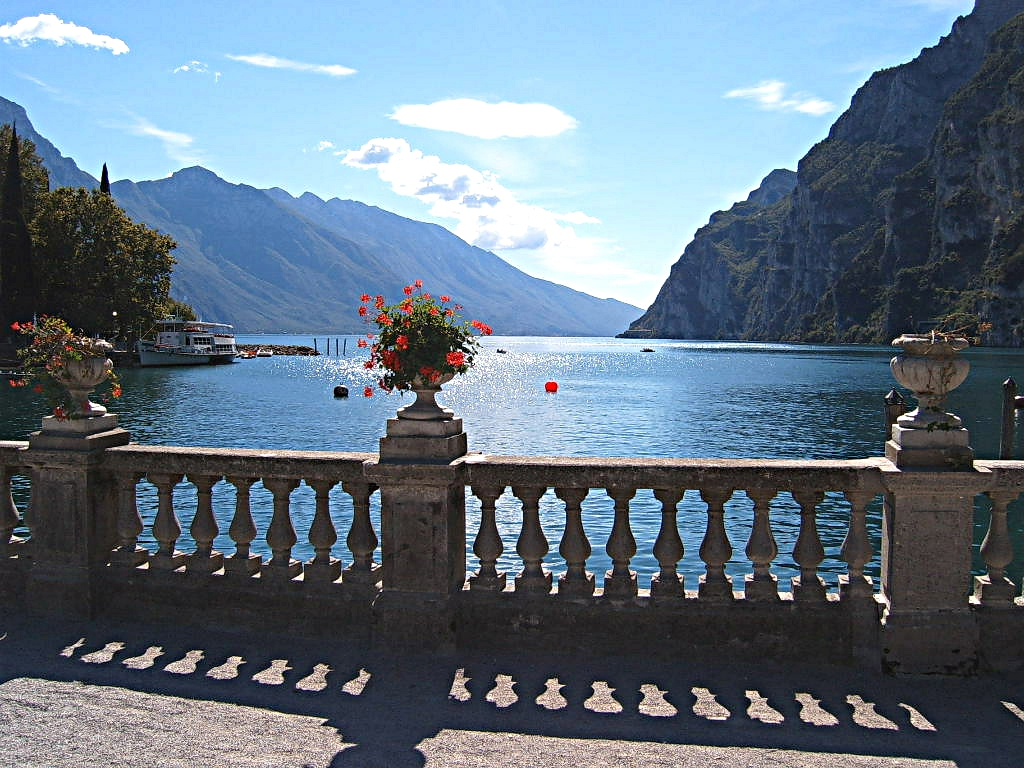
Riva del Garda
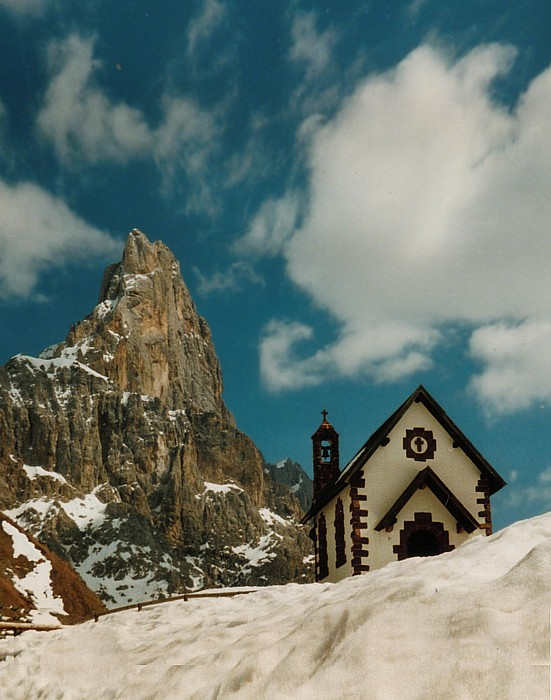
Passo Rolle